# Catarhoe indecora
Catarhoe indecora là một loài bướm đêm trong họ Geometridae.